# Лиззо
Мели́сса Ви́виан Дже́фферсон (англ. Melissa Viviane Jefferson; род. 27 апреля 1988, Детройт, Мичиган), известная как Ли́ззо (англ. Lizzo), — американская певица, рэперша и актриса. Её дебютный альбом, Lizzobangers, был выпущен в 2013 году. Она выпустила свой второй альбом, Big Grrrl Small World, в 2015 году.
После выхода Big Grrrl Small World она подписала контракт с Atlantic Records. 19 апреля 2019 года она выпустила свой третий студийный альбом Cuz I Love You. В 2022 году вышел её четвёртый студийный альбом Special.

## Биография
Лиззо родилась 27 апреля 1988 года в Детройте (штат Мичиган, США). Когда ей было 10 лет, её семья переехала в Хьюстон (штат Техас). В Техасе Лиззо начала заниматься рэпом в подростковом возрасте, и в 14 лет сформировала со своими лучшими друзьями группу под названием Cornrow Clique (с англ. — «клика корнроу»). В 2011 году она переехала в Миннеаполис, где выступала с инди-группами, включая дуэт в жанре электро-соул-попа, Lizzo & the Larva Ink. В это же время она поучаствовала в создании женской рэп/ар-н-би-группы The Chalice. В 2012 году The Chalice выпустили свой дебютный альбом, We Are the Chalice, который получил успех в городе.
Lizzobangers, дебютный альбом Лиззо, спродюсированный Lazerbeak и Райаном Олсоном, был выпущен 15 октября 2013 года и получил региональный и национальный успех. Альбом был сделан в жанре хип-хопа. Осенью 2013 года Лиззо ездила с гастролями в США и Великобританию, открывая для Har Mar Superstar и исполняя композиции с его группой. В ноябре 2013 года Time назвал её одной из 14 музыкантов, за которыми следует наблюдать в 2014 году.
1 июня 2014 года Лиззо исполнила дуэтом с St. Paul and The Broken Bones песню «A Change Is Gonna Come». 7 октября 2014 года Лиззо стала музыкальной гостью в «Позднем шоу с Дэвидом Леттерманом». В сентябре 2014 года Лиззо вместе со своими коллегами по группе The Chalice, Софией Эрис и Клэр де Лун, поучаствовала в записи песни «BoyTrouble» в альбоме Принса и 3rdeyegirl Plectrumelectrum.
Альбом Big Grrrl Small World был выпущен 11 декабря 2015 года. Первый мини-альбом Лиззо на ведущем лэйбле, Coconut Oil, был выпущен 7 октября 2016 года.
В 2018 году Лиззо гастролировала с Haim и Florence and the Machine. 4 января 2019 года она выпустила сингл «Juice» на лэйбле Atlantic Records. 14 февраля 2019 года она выпустила заглавную песню из её третьего студийного альбома Cuz I Love You, который стал доступен полностью 19 апреля 2019 года. В апреле 2019 года Лиззо впервые выступила на фестивале Коачелла.
С детства испытав проблемы с восприятием своего тела, Лиззо стала выступать за бодипозитивность и любовь к себе, делая акцент на разнообразии в своей музыке по отношению к своему телу (в песнях «Fitness» и «Juice»), сексуальности («Boys»), расе («My Skin») и другим характеристикам. Её подтанцовка, The Big Grrrls, состоит из пышнотелых танцовщиц.

## Дискография
- Lizzobangers[англ.] (2013)
- Big Grrrl Small World[англ.] (2015)
- Cuz I Love You (2019)
- Special (2022)

## Фильмография
- 2019 — UglyDolls. Куклы с характером / UglyDolls — Лидия (озвучивание)
- 2019 — Стриптизёрши / Hustlers — Лиз
- 2023 — Мандалорец / The Mandalorian — Герцогиня планеты Плазир-15